# 圣西蒙德佩卢阿耶
圣西蒙德佩卢阿耶（法語：Saint-Simon-de-Pellouaille，法語發音：[sɛ̃ simɔ̃ də pɛlwaj]）是法国滨海夏朗德省的一个市镇，位于该省中南部，属于桑特區。

## 地理
圣西蒙德佩卢阿耶（45°36'47"N, 0°41'48"W）面积8.95 平方千米，位于法国新阿基坦大区滨海夏朗德省，该省份为法国西部滨海省份，北起旺代省，西临大西洋，南至吉倫特省，东南接多爾多涅省，东北接德塞夫勒省接壤，东临夏朗德省。
与圣西蒙德佩卢阿耶接壤的市镇（或旧市镇、城区）包括：克拉旺、热莫扎克、里乌、泰松、维拉尔昂蓬。

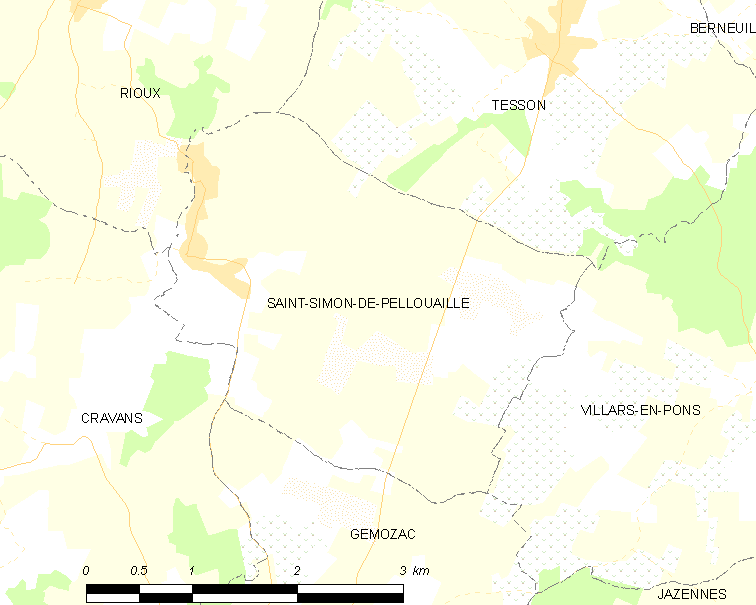
圣西蒙德佩卢阿耶的OSM定位图

圣西蒙德佩卢阿耶的时区为UTC+01:00、UTC+02:00（夏令时）。

## 行政
圣西蒙德佩卢阿耶的邮政编码为17260，INSEE市镇编码为17404。

## 政治
圣西蒙德佩卢阿耶所属的省级选区为桑通日-河口县。

## 人口

1962-2008年间圣西蒙德佩卢阿耶人口变化图示

圣西蒙德佩卢阿耶于2022年1月1日时的人口数量为684人。